# 社会保障協定
社会保障協定（しゃかいほしょうきょうてい）とは、各国の社会保障制度において、保険料の二重負担や年金受給資格の問題（掛け捨て）を防止するために加入するべき制度を二国間で調整し、年金加入期間の通算を行うための二国間協定（条約）である。
就労すると就労する国の社会保障制度に加入する義務がある国が多く、外国で就労する場合、母国の社会保障制度との保険料と二重に負担しなければならない場合が生じている。また、各国の年金を受給するためには、一定の期間その国の年金に加入しなければならない場合があるため、保険料が掛け捨てになる場合が発生する。
社会保障協定は
- 保険料の二重負担を防ぐために加入するべき制度を二国間で調整する。
- 保険料の掛け捨てとならないために、自国の年金加入期間を協定を結んでいる国の年金制度に加入していた期間とみなして取り扱い、その国の年金を受給できるようにする。

を目的に二国間で締結するものである。
二国間協定であるため、3か国以上で就労した場合3か国分の年金加入期間を通算できるわけではないので注意が必要である。

## 日本における社会保障協定
日本においては2022年6月1日現在で以下の通りである。
締結国との間で、原則として年金加入期間を通算することができ（一部の国は例外がある）、相手国の年金加入期間が受給資格を満たしていなくても相手国の年金を受給できる場合がある（自国の加入期間についても同様）。

### 発効済み
23か国
| 相手国         | 協定発効年月 | 年金 通算 | 協定名                                                                             |
| -------------- | ------------ | --------- | ---------------------------------------------------------------------------------- |
| ドイツ         | 2000年2月    | ○         | 社会保障に関する日本国とドイツ連邦共和国との間の協定                               |
| イギリス       | 2001年2月    | ×         | 社会保障に関する日本国とグレート・ブリテン及び北部アイルランド連合王国との間の協定 |
| 韓国           | 2005年4月    | ×         | 社会保障に関する日本国と大韓民国との間の協定                                       |
| アメリカ       | 2005年10月   | ○         | 社会保障に関する日本国とアメリカ合衆国との間の協定                                 |
| ベルギー       | 2007年1月    | ○         | 社会保障に関する日本国とベルギー王国との間の協定                                   |
| フランス       | 2007年6月    | ○         | 社会保障に関する日本国政府とフランス共和国政府との間の協定                         |
| カナダ         | 2008年3月    | ○         | 社会保障に関する日本国とカナダとの間の協定                                         |
| オーストラリア | 2009年1月    | ○         | 社会保障に関する日本国とオーストラリアとの間の協定                                 |
| オランダ       | 2009年3月    | ○         | 社会保障に関する日本国とオランダ王国との間の協定                                   |
| チェコ         | 2009年6月    | ○         | 社会保障に関する日本国とチェコ共和国との間の協定                                   |
| スペイン       | 2011年12月   | ○         | 社会保障に関する日本国とスペインとの間の協定                                       |
| アイルランド   | 2011年12月   | ○         | 社会保障に関する日本国政府とアイルランド政府との間の協定                           |
| ブラジル       | 2012年3月    | ○         | 社会保障に関する日本国とブラジル連邦共和国との間の協定                             |
| スイス         | 2012年3月    | ○         | 社会保障に関する日本国とスイス連邦との間の協定                                     |
| ハンガリー     | 2014年1月    | ○         | 社会保障に関する日本国とハンガリーとの間の協定                                     |
| インド         | 2016年10月   | ○         | 社会保障に関する日本国とインド共和国との間の協定                                   |
| ルクセンブルク | 2017年8月    | ○         | 社会保障に関する日本国とルクセンブルク大公国との間の協定                           |
| フィリピン     | 2018年8月    | ○         | 社会保障に関する日本国とフィリピン共和国との間の協定                               |
| スロバキア     | 2019年7月    | ○         | 社会保障に関する日本国とスロバキア共和国との間の協定                               |
| 中国           | 2019年9月    | ×         | 社会保障に関する日本国政府と中華人民共和国政府との間の協定                         |
| フィンランド   | 2022年2月    | ○         | 社会保障に関する日本国とフィンランド共和国との間の協定                             |
| スウェーデン   | 2022年6月    | ○         | 社会保障に関する日本国とスウェーデン王国との間の協定                               |
| イタリア       | 2024年4月    | ×         | 社会保障に関する日本国とイタリア共和国との間の協定                                 |

### 署名済み・未発効
1か国
- オーストリア（社会保障に関する日本国とオーストリア共和国との間の協定）

### 政府間で交渉中・予備協議中
4か国
- トルコ
- ベトナム
- タイ
- ポーランド

## アメリカ合衆国における社会保障協定
アメリカ合衆国では、下記の国と社会保障協定を締結している。
| - イタリア（1978年11月1日） - ドイツ（1979年12月1日) - スイス（1980年11月1日） - ベルギー（1984年7月1日） - ノルウェー（1984年7月1日） - カナダ（1984年8月1日） - イギリス（1985年1月1日） - スウェーデン（1987年1月1日） - スペイン（1988年4月1日） - フランス（1988年7月1日） - ポルトガル（1989年8月1日） - オランダ（1990年11月1日） - オーストリア（1991年11月1日） | - フィンランド（1992年11月1日） - アイルランド（1993年9月1日） - ルクセンブルク（1993年11月1日） - ギリシャ（1994年9月1日） - 韓国（2001年4月1日） - チリ（2001年12月1日） - オーストラリア（2002年10月1日） - 日本（2005年10月1日） - デンマーク（2008年10月1日） - チェコ（2009年1月1日） - ポーランド（2009年3月1日） - スロバキア（2014年5月1日） - メキシコ (2004年6月29日署名、未発効） |